# TEV Miesbach
Le TEV Miesbach est un club professionnel allemand de hockey sur glace basé à Miesbach. Il évolue en Oberliga, le troisième échelon allemand.

## Historique
Le club est créé en 1928.

### Palmarès
- Aucun titre.